# Kaliumferrocyanid
Kaliumferrocyanid (ferrocyankalium), K4Fe(CN)6·3H2O, är en kemisk förening som bildar små gula kristaller.

## Egenskaper
Kaliumferrocyanid är olösligt i alkohol, men lösligt i vatten. Ämnet i sig är inte giftigt, men i kontakt med en stark syra (exempelvis koncentrerad svavelsyra)bildas den mycket giftiga gasen vätecyanid.
Det är ett brännbart ämne som i kontakt med oxiderande ämnen som klorat, perklorat, nitrat eller nitrit kan orsaka en explosion. Har använts som en av ingredienserna i vitt krut.

## Framställning
Kaliumferrocyanid framställs genom reaktion mellan kaliumcyanid och järnsulfat

## Användning
- Ämnet används bland annat som klumpförebyggande medel, och har då E-nummer 536.
- Det används också vid framställning av färgämnet berlinerblått.
- Kan tillsammans med kaliumferricyanid användas för att få en vattenlösning med en bestämd redoxpotential.